# Amanita farinosa
Amanita farinosa es una especie de hongo basidiomiceto venenoso, del género Amanita, de la familia Amanitaceae.

## Características
El píleo es ovoide, luego con la madures convexo, su color es gris blanquesino y está salpicado con manchas amarronadas, cuando es joven pareciera que estuviera empolvorado, su diámetro puede alcanzar los 7 centímetros, el estipe es del mismo color del sombrero y puede llegar a medir 6,5 centímetros de largo y su grosor alcanza a 1 centímetro, en la base se puede observar la forma de  un leve bulbo. Las esporas son blancas, no posee anillo en el tallo.
Crece en los meses finales del verano y hasta finales del otoño en las zonas húmedas de los bosques de coníferas  de América del norte, es un hongo poco común.